# ホセ・イグナシオ・ペレテイロ・ラマージョ
ホタ（Jota）こと、ホセ・イグナシオ・ペレテイロ・ラマージョ（José Ignacio Peleteiro Ramallo，1991年6月16日 - ）は、スペイン・ア・ポブラ・ド・カラミニャル出身の元サッカー選手。現役時代のポジションはミッドフィールダー。

## 経歴

### クラブ
13歳でセルタ・デ・ビーゴのカンテラに入団。2011年1月29日のセグンダ・ディビシオン・FCバルセロナB戦でトップチームデビュー。セルタのトップチームではほとんど出番を得られなかったが、レンタル先のSDエイバルでは中心選手としてチームをセグンダ・ディビシオン優勝に導いた。
2014年8月15日、チャンピオンシップのブレントフォードFCと3年契約を結んだ。
2017年8月31日、バーミンガム・シティFCと4年契約を結んだ。移籍金はクラブ史上最高額の600万ポンド強が支払われた。
2019年6月5日、アストン・ヴィラFCに移籍することが発表された。
2020年10月4日、デポルティーボ・アラベスに1年契約で移籍した。
2022年10月、現役引退を表明した。

### 代表
サッカーガリシア代表歴がある。

## 所属クラブ
ユース
- セルタ・デ・ビーゴ 2004-2010

プロ
- セルタ・デ・ビーゴB 2010-2012
- セルタ・デ・ビーゴ 2011-2014

→ レアル・マドリード・カスティージャ 2012-2013 (loan)
→ SDエイバル 2013-2014 (loan)
- ブレントフォードFC 2014-2017

→ SDエイバル 2016-2017 (loan)
- バーミンガム・シティFC 2017-2019
- アストン・ヴィラFC 2019-2020
- デポルティーボ・アラベス 2020-2021

## タイトル

### クラブ
エイバル
- セグンダ・ディビシオン: 2013–14

### 個人
- セグンダ・ディビシオン年間ベストイレブン: 2013–14